# 魔劍少年
是一部2019年英美合拍的奇幻冒險片，由喬·柯尼許自編自導，其主演包括路易·阿什伯恩·席克斯、湯姆·泰勒、蕾貝卡·弗格森及派崔克·史都華。該片定於2019年1月25日在美國上映，而英國則於2019年2月15日上映。

## 劇情
在學校中不起眼的平凡少年亞歷在某日意外地發現了一支插在石頭中的「王者之劍」。當他拿起該劍後，卻因此使沉睡已久的邪魔甦醒而來；為了阻止世界被由魔甘娜為首的邪魔大軍迫害，亞歷必須召集校園中的朋友們組成騎士團，以共同並肩作戰。

## 演員
- 路易·阿什伯恩·席克斯（英语：Louis Ashbourne Serkis） 飾 亞歷山大·「亞歷」·艾略特（Alexander "Alex" Elliot）
- 狄恩·朱莫（Dean Chaumoo） 飾 貝德（Bedders）
- 湯姆·泰勒 飾 蘭斯（Lance）
- 安娜·杜瑞斯（Rhianna Doris） 飾 凱（Kaye）
- 安格斯·伊姆利（英语：Angus Imrie）和派崔克·史都華 飾 梅林
- 蕾貝卡·弗格森 飾 魔甘娜

## 製作
主要拍攝於2017年9月25日在倫敦開始進行。該片亦在康瓦爾郡取景。

## 迴響
爛番茄根據153條評論，新鮮度90%，平均得分為6.85／10。Metacritic得分66，代表「普遍好評」。

## 外部連結
- 互联网电影数据库（IMDb）上《魔劍少年》的资料（英文）
- 爛番茄上《魔劍少年》的資料（英文）
- Box Office Mojo上《魔劍少年》的資料（英文）
- Metacritic上《魔劍少年》的資料（英文）
- AllMovie上《魔劍少年》的资料（英文）
- 開眼電影網上《魔劍少年》的資料（繁體中文）
- 时光网上《魔劍少年》的資料（简体中文）
- 豆瓣电影上《魔劍少年》的資料 （简体中文）